# Jean Bosser
Pour les articles homonymes, voir Bosser.
Jean Marie Bosser (né le 23 décembre 1922 à Audierne, France - 6 décembre 2013 à Saclay, (France), est un ingénieur agronome et botaniste français. Diplômé de pédologie, il a travaillé principalement à Madagascar.

## Biographie
Arrivé en 1951, il est affecté à l'Institut de recherche scientifique de Madagascar (IRSM) où il étudie les pâturages. Il y crée une section de botanique.
Il est directeur de recherche à l'ORSTOM (Office de la recherche scientifique et technique outre-mer), devenu l'Institut de recherche pour le développement (IRD) à Antananarivo, Madagascar.
À l'intention des aviateurs, il rédige un manuel de survie pour qu'ils puissent utiliser les ressources malgaches en cas d'accident.
Avec Thérésien Cadet et Joseph Guého il crée la série de livres sur la Flore des Mascareignes qui fut publiée par l'IRD, le Mauritius Sugar Industry Research Institute (MSIRI), et les Jardins botaniques royaux de Kew depuis 1976 qui couvre la flore de l'île Maurice, La Réunion et Rodrigues.
Puis il est affecté au Laboratoire de Phanérogamie du Muséum national d'histoire naturelle de Paris en 1965.
Jean Bosser décrivit de nombreuses nouvelles espèces de Madagascar et des Mascareignes, comme Bulbophyllum labatii, Cynanchum staubii et Cynanchum guehoi.
L'International Plant Names Index (IPNI) liste 305 taxons (Incluant de nombreuses orchidées et poacées) qui furent décrits par Jean Bosser comme auteur ou comme coauteur.

## Publications

### Articles (sélection)
- Jean Bosser, R. Pernet, « Nutrition végétale et humus », Mémoires de l'Institut scientifique de Madagascar, série B, tome IV, 1952, p. 259
- Jean Bosser, « Paturages naturels de Madagascar », Mémoires de l'Institut scientifique de Madagascar, série B, tome V, 1954, p. 65
- Jean Bosser, « Contribution à l'étude des Orchidaceae de Madagascar et des Mascareignes. XXIX. Révision de la section Kainochilus du genre Bulbophyllum », Adansonia, 22(2), p. 167-182 pdf
- Jean Bosser, D. Florens, « Syzygium guehoi ( Myrtaceae ), nouvelle espèce de l'île Maurice », Adansonia, 22(2), p. 183-186 pdf
- Jean Bosser, P. Cribb, « Trois nouvelles espèces de Bulbophyllum ( Orchidaceae ) de Madagascar », Adansonia, 23(1), p. 129-135 pdf
- 2002. Bosser JM. Contribution à l'étude des Orchidaceae de Madagascar, des Comores et des Mascareignes. XXXII. Un Cynorkis nouveau des Comores et un Eulophia nouveau de La Réunion. Adansonia 24(1) 21-25 pdf
- 2002. la Croix, I; JM Bosser; PJ Cribb. The genus Disperis ( Orchidaceae ) in Madagascar, the Comores, the Mascarenes & the Seychelles . Adansonia 24(1) 55-87 pdf
- 2002. Bosser JM. Une nouvelle espèce de Turraea ( Meliaceae ) des Mascareignes. Localisation de T. thouarsiana et identité de T. casimiriana . Adansonia 24(1) 113-116 pdf
- 2002. Bosser JM; J Guého. Deux nouvelles espèces de Pandanus ( Pandanaceae ) de l'île Maurice. Adansonia 24(2) 239-242 pdf[
- 2003. Bosser JM; PJ Cribb. Contribution à l'étude des Orchidaceae de Madagascar, des Comores et des Mascareignes. XXXIV. Bathiorchis, nouveau genre monotypique de Madagascar. Adansonia 25(2) 229-231 pdf
- 2004. Bosser, JM. Contribution à l'étude des Orchidaceae de Madagascar, des Comores et des Mascareignes. XXXIII Adansonia 26(1) 53-61 pdf
- 2005. Bosser, JM; R Rabevohitra. Espèces nouvelles dans le genre Dalbergia (Fabaceae, Papilionoideae) à Madagascar. Adansonia 27(2) 209-216 pdf
- 2006. Bosser, JM. Contribution à l'étude des Orchidaceae de Madagascar, des Comores et des Mascareignes. XXXV. Description d'un Oeceoclades nouveau de Madagascar, et notes sur trois genres nouveaux pour les Mascareignes. Adansonia 28(1) 45-54 pdf
- 2012. Baider, C; FBV Florens; F Rakotoarivelo; J Bosser; T. Pailler. Two new records of Jumellea (Orchidaceae) for Mauritius (Mascarene Islands) and its conservation status. Phytotaxa 52: 21-28 résumé

### Livres
- Jean Bosser, Graminées des pâturages et des cultures à Madagascar, Éditions ORSTOM, Paris, 440 pages
- J. Hermans, C. Hermans, D. du Puy, P. Cribb, Jean Bosser, Orchids of Madagascar, Éd. Royal Botanic Kew, 398 pp.  (ISBN 1-84246-133-8)
- Jean Bosser, Marcel Lecoufle, Les orchidées de Madagascar, Biotope Éditions, collection Parthénope

## Éponymie
- (Acanthaceae) Anisostachya bosseri Benoist[7]
- (Aizoaceae) Delosperma bosserianum Marais[8]
- (Aloaceae) Aloe bosseri J.-B.Castillon[9]
- (Arecaceae) Dypsis bosseri J.Dransf.[10] (longtemps seulement connu par l'holotype récolté par Bosser en décembre 1962 jusqu’à sa redécouverte en 1999)
- (Asclepiadaceae) Ceropegia bosseri Rauh & Buchloh[11]
- (Asclepiadaceae) Secamone bosseri Klack.[12]
- (Begoniaceae) Begonia bosseri Keraudren[13]
- (Boraginaceae) Hilsenbergia bosseri J.S.Mill.[14]
- (Cucurbitaceae) Ampelosicyos bosseri (Keraudren) H.Schaef. & S.S.Renner[15]
- (Cyperaceae) Trichoschoenus bosseri J.Raynal[16]
- (Dioscoreaceae) Dioscorea bosseri Haigh & Wilkin[17]
- (Ericaceae) Erica bosseri Dorr[18]
- (Eriocaulaceae) Paepalanthus bosseri (Morat) T.Stützel[19]
- (Euphorbiaceae) Euphorbia bosseri Leandri[20]
- (Lamiaceae) Clerodendrum bosseri Capuron[21]
- (Lamiaceae) Plectranthus bosseri Hedge[22]
- (Leguminosae) Crotalaria bosseri M.Peltier[23]
- (Leguminosae) Indigofera bosseri Du Puy & Labat[24]
- (Menyanthaceae) Nymphoides bosseri A.Raynal[25]
- (Monimiaceae) Tambourissa bosseri Jérémie & Lorence[26]
- (Montiniaceae) Grevea bosseri Letouzey[27]
- (Myrtaceae) Eugenia bosseri J.Guého & A.J.Scott[28]
- (Orchidaceae) Angraecum bosseri Senghas[29]
- (Orchidaceae) Bilabrella bosseriana (Szlach. & Olszewski) Szlach. & Kras-Lap.[30]
- (Orchidaceae) Bulbophyllum bosseri K.Lemcke[31]
- (Orchidaceae) Disperis bosseri la Croix & P.J.Cribb[32]
- (Orchidaceae) Habenaria bosseriana Szlach. & Olszewski
- (Orchidaceae) Jumellea bosseri Pailler[33]
- (Portulacaceae) Talinella bosseri Appleq.[34]
- (Pteridaceae) Pteris bosseri (Tardieu) Christenh.[35]
- (Rubiaceae) Canthium bosseri Cavaco[36]
- (Rubiaceae) Chassalia bosseri Verdc.[37]
- (Rubiaceae) Peponidium bosseri (Cavaco) Razafim., Lantz & B.Bremer[38]
- (Sterculiaceae) Acropogon bosseri Morat & Chalopin[39]
- (Vitaceae) Cissus bosseri Desc.[40]

## Sources
- (en) Cet article est partiellement ou en totalité issu de l’article de Wikipédia en anglais intitulé « Jean Marie Bosser » (voir la liste des auteurs).